# Bustamita
La bustamita o buchstamita es un mineral de la clase de los inosilicatos.
Fue descubierto por primera vez en la Mina de Franklin, en el condado de Sussex de Nueva Jersey y fue descrita en 1826 por Alexandre Brongniart, que lo nombró en memoria del mineralogista mexicano José María Bustamante y Septiem (1790–1844), que le proporcionó los ejemplares  para que Dumas pudiera analizarlo

## Características químicas
Pertenece al "grupo de la wollastonita", siendo el análogo con manganeso de la ferrobustamita. Suele tener como impurezas dándole tonalidades de color las siguientes: magnesio, cinc y hierro.
Para almacenarlo en colecciones se debe tener en un sitio que no le de la luz solar, pues esta hace que el color rosa se vaya desvaneciendo.

## Formación y yacimientos
Aparece mediante metasomatismo asociado a depósitos de minerales de manganeso metamorfizados, típicamente en skarns.
Minerales a los que normalmente aparece asociado: wollastonita, rodonita, johannsenita, grosularia, glaucocroíta, diópsido y calcita.